# مشاعره (مسابقه تلویزیونی)
مشاعره یک مسابقه تلویزیونی است که از شبکه آموزش ایران پخش شده است.
این مسابقه با موضوع مشاعره و ادبیات فارسی است که به تهیه‌کنندگی امیرحسین آذر و کارگردانی علیرضا فرح‌جود، اجرا ژاله صادقیان و اسماعیل آذر و با حضور بازیگران تلویزیون و سینما در سال‌های ۱۳۹۲ و ۱۳۹۳ از این شبکه پخش شده است.